# Karl-Heinz Bringer
Pour les articles homonymes, voir Bringer.

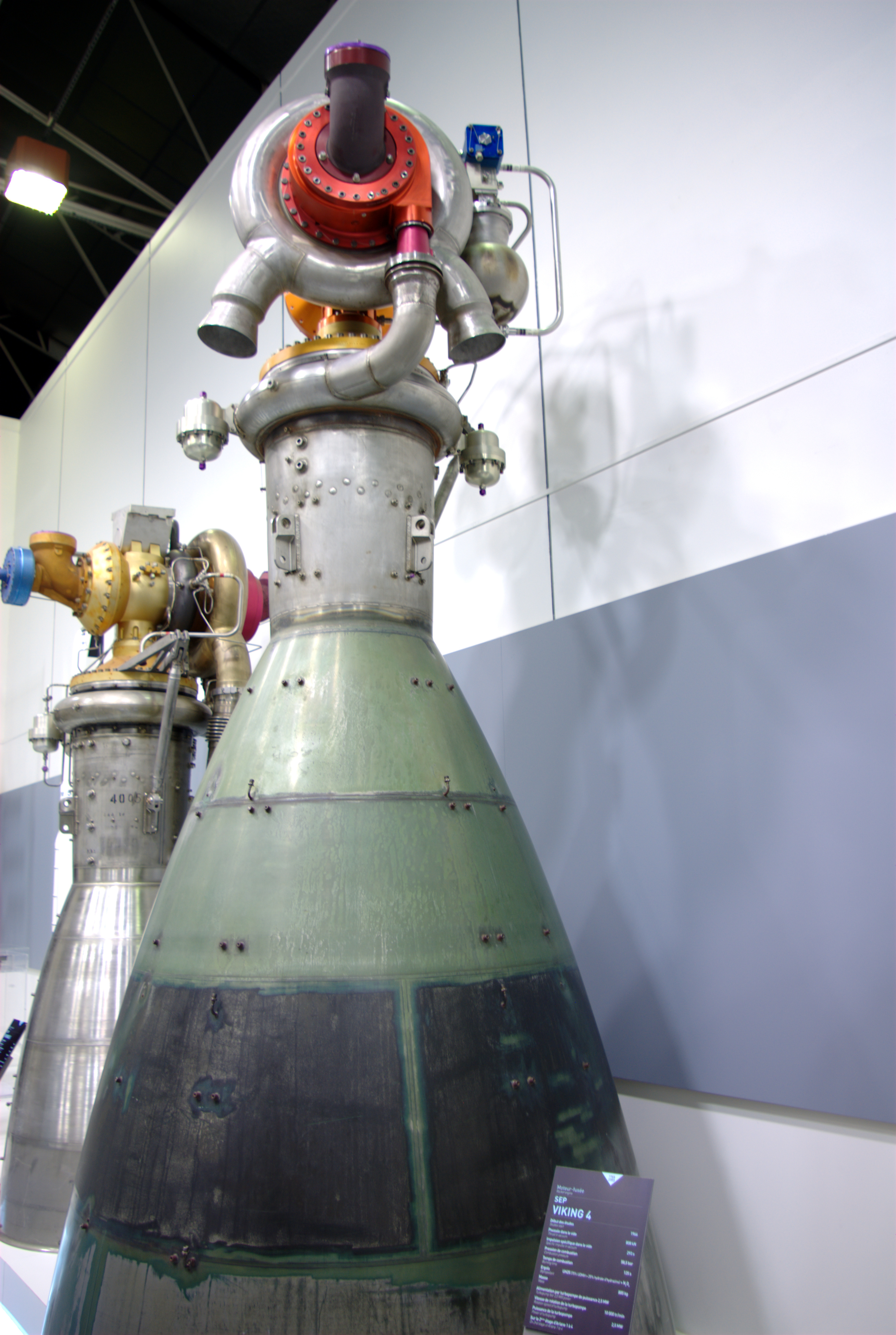
Moteur Viking 4 d'Ariane 1, conçu par Karl-Heinz Bringer, exposé au musée Safran.

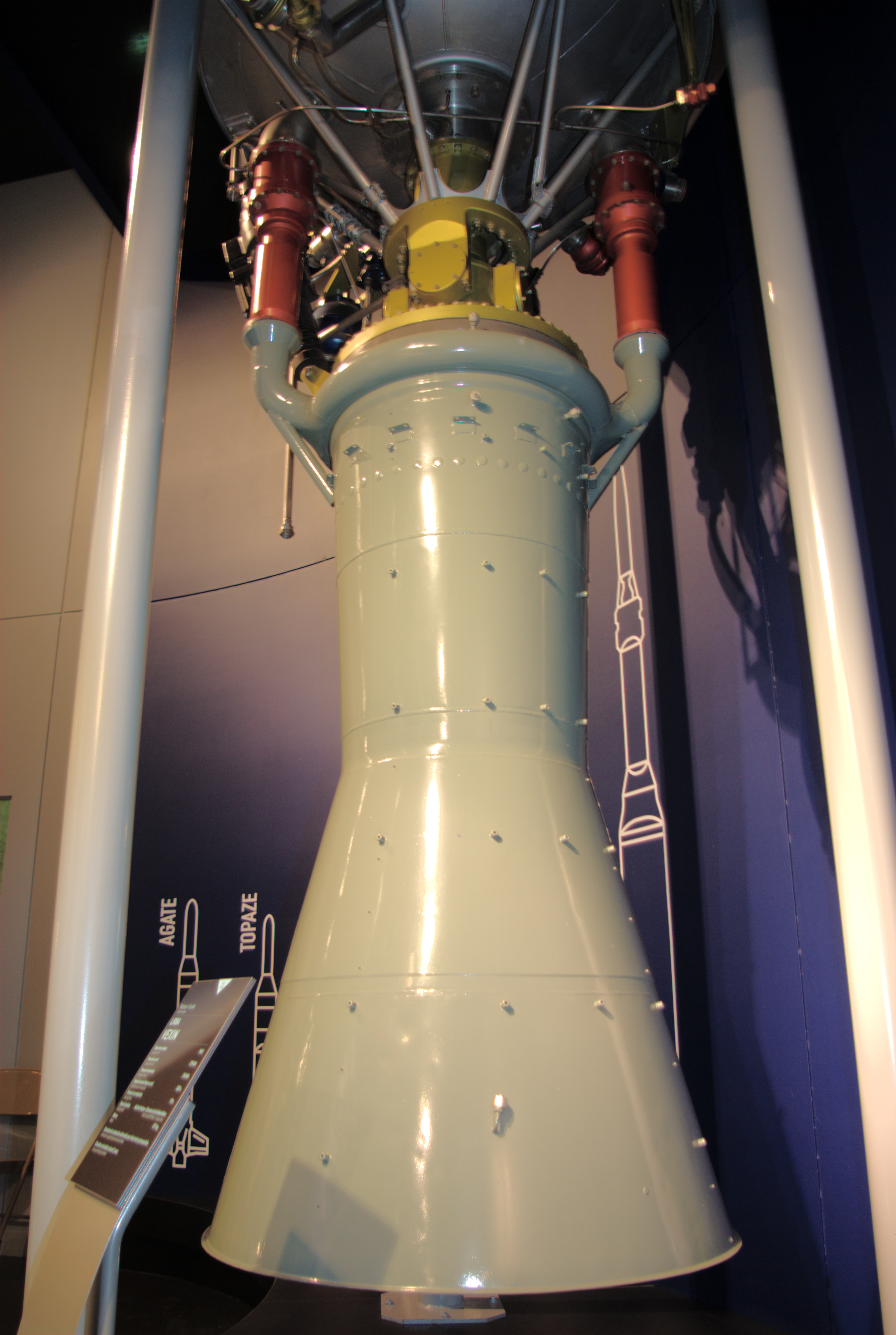
Moteur Vexin de Diamant A, exposé au musée Safran.

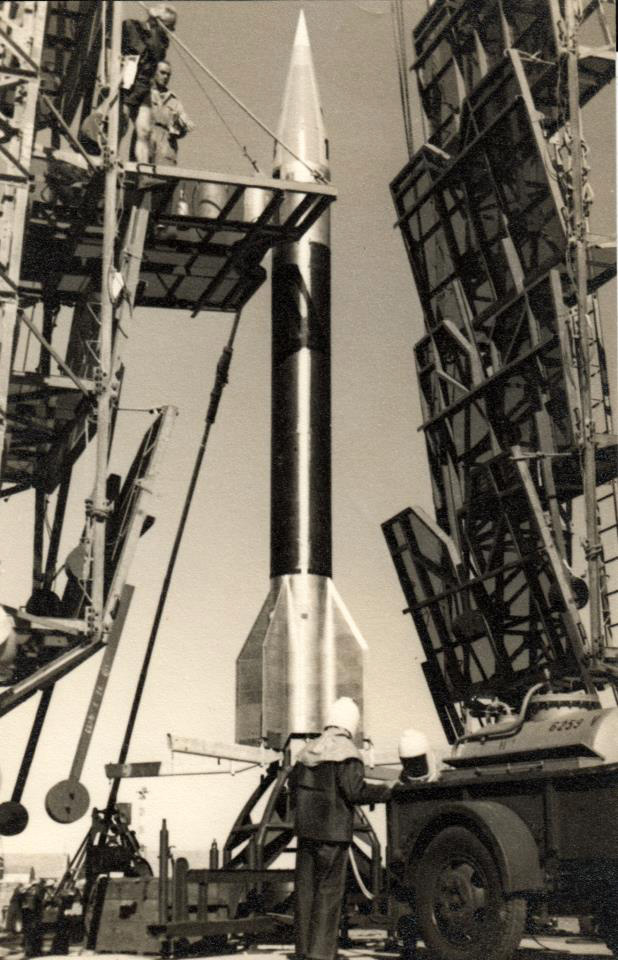
fusée-sonde Véronique.

Karl-Heinz Bringer (aussi connu sous le nom de Henri Bringer) est un ingénieur allemand, devenu français, spécialiste des fusées, né le 16 juin 1908 à Elstertrebnitz (Royaume de Saxe), et mort le 2 janvier 1999 à Saint-Marcel (Eure, France). Il a débuté à Peenemünde durant la Seconde Guerre mondiale, avant de travailler sur la fusée-sonde française Véronique puis sur le programme européen Ariane.

## Biographie

### Allemagne
De 1919 à 1927, il fréquente l'école secondaire à Zeitz. Après l'obtention de son baccalauréat, il souhaitait devenir ingénieur et s'était inscrit à Gdańsk. Cependant, la faillite du commerce de céréales de son père l'oblige à abandonner ses études en 1929. De 1930 à 1932, il effectue un apprentissage de serrurier. Il adhère au parti nazi dès 1932. En même temps, il poursuit le soir après son travail, des études d’ingénieur à Leipzig. Il travaille ensuite dans diverses entreprises.
Peu avant le début de la Seconde Guerre mondiale, il est incorporé le 15 août 1939 dans la Wehrmacht et affecté en Pologne. Par un ami, il réussit à obtenir le 27 septembre 1940 son transfert au centre de recherche de l'armée de Peenemünde. Intégré au département de technologie des moteurs, il progresse jusqu'à la fonction de chef de groupe pour les moteurs à propergols liquides. 
En 1942, il dépose un brevet sur le concept de générateur de gaz, que Wernher von Braun propose d'installer sur le missile A4. Cependant les impératifs de la production en série impliquent le gel du développement et ce concept ne sera retenu que sur le missile sol-air Wasserfall.
En 1944, il est l’un des experts chargés de superviser l’assemblage à la chaîne des V2, réalisé à l'usine Mittelwerk en exploitant les déportés du camp de Dora-Mittelbau.
Après la guerre, il est d'abord employé à Trauen par l'administration Ministry of Supply Establishment, Cuxhaven (MOSEC) (en) de l'occupant anglais. Il a notamment participé à l'opération Backfire, lors de laquelle trois missiles V2 ont été lancés en octobre 1945 à Cuxhaven.

### France
En 1946, un groupe de plus de 30 ingénieurs et autres collaborateurs de Wernher von Braun, passe un contrat avec les autorités françaises pour poursuivre ses travaux sur un propulseur à propergols liquides de 40 t de poussée en France, au Laboratoire de recherches balistiques et aérodynamiques (LRBA). Pour cela, il était envisagé d'utiliser le générateur de gaz de Bringer. En septembre 1946, Bringer rejoint également le LRBA, d'abord à Riegel am Kaiserstuhl, puis à partir de mai 1947 à Vernon, en France, dans un village de fortune surnommé « Buschdorf » par les ingénieurs allemands en fusées.
Cependant, le projet de fusée de 40 t de poussée conçu par les ingénieurs allemands n'aboutit pas. L’État français s’est reporté vers la fusée-sonde Véronique avec seulement 4 t de poussée. Fort de son expérience à Peenemünde, Bringer conçoit un moteur brûlant du kérosène avec de l’acide nitrique. La première Véronique est lancée avec succès le 2 août 1950.
Le moteur de Bringer est amélioré progressivement :
- Véronique AGI (à partir de 1959) : également avec une poussée de 4 t, mais avec de l'essence de térébenthine au lieu du kérosène comme carburant.
- Véronique 61 (à partir de 1964) : 6 t de poussée.
- Vesta (à partir de 1964) : 16 t de poussée.
- Vexin (dans Diamant A, à partir de 1965) : 28 t, utilisé pour le lancement du premier satellite français Astérix.
- Valois (Diamant B, à partir de 1970) : 35 t.

En travaillant sur le projet de lanceur européen Europa 3, Bringer et son équipe sont revenus au moteur de 40 t de poussée. Pour cela, ils ont développé à partir de 1968, le moteur Viking, qui a produit une poussée de 55 t lors du premier essai le 8 avril 1971. Il a été utilisé dans différentes configurations pour les lanceurs Ariane 1, 2, 3 et 4.
En 1971, les activités civiles, y compris le moteur Viking, du LRBA sont cédées par l'État à la Société européenne de propulsion (SEP), ce qui donne également un nouvel employeur à Bringer. En 1973, Bringer prend sa retraite mais reste actif jusqu'en 1976 en tant que consultant pour la SEP.
Le moteur Viking qu'il a conçu a été produit à 1250 exemplaires et utilisé entre 1979 et 2003 dans les premiers et deuxièmes étages d’Ariane 1 à 4. Une version sous licence de ce moteur est toujours en production en 2019 sous le nom de Vikas en Inde.
Bringer prend le prénom Henri et acquiert la nationalité française. Pour ses développements, il reçoit de l'État français en 1978, une prime forfaitaire de 56 000 F.

## Hommages
Le 26 septembre 2010, une rue portant son nom est inaugurée à Saint-Marcel.
Le 11 décembre 2024, celle-ci est renommée rue Alice Milliat.